# Институт тропической медицины Сан-Паулу
Институт тропической медицины Сан-Паулу (порт. Instituto de Medicina Tropical de São Paulo, IMTSP) — специализированный научно-исследовательский институт в городе Сан-Паулу, основанный в 1959 году с целью проведения исследований и спонсирования исследовательских программ и технологии по диагностике, лечению, контролю и предотвращению тропических болезней и эндемий. Институт был основан в 1959 году как подразделение факультета медицины университета Сан-Паулу, его первым директором был проф. Карлус да Силва Ласаз. В 2000 году с признанием важности и качества институт был преобразован в полностью автономную организацию. Сейчас он делает большой вклад в различных областях исследований и является центром разработки, улучшения и внедрение различных специализированных служб в штате.